# Pseudoceles oedipodioides
Pseudoceles oedipodioides är en insektsart som beskrevs av Bolívar, I. 1899. Pseudoceles oedipodioides ingår i släktet Pseudoceles och familjen gräshoppor. Inga underarter finns listade i Catalogue of Life.